# Mrňouskové: Údolí ztracených mravenců
Mrňouskové: Údolí ztracených mravenců (ve francouzském originále Minuscule : La Vallée des fourmis perdues) je francouzsko-belgický dobrodružný rodinný válečný komediální hraný animovaný film z roku 2013 natočený podle televizního seriálu Minuscule. Scénář napsali a film režírovali tvůrci seriálu Hélène Giraud a Thomas Szabo. Jedná se o zvukový film se synchronizovanou zvukovou stopou s hudbou a zvukovými efekty a s minimem mluvených dialogů, který získal Césara za nejlepší celovečerní animovaný film na 40. ročníku udílení cen César. Pokračování s názvem Mrňouskové 2: Daleko od domova bylo uvedeno do kin 30. ledna 2019.

## Děj
Ve francouzských údolích má rodina berušek první mláďata a vychovává je, dokud nejsou připravena stát se samostatnými. Dětinská Toofette a skupina much často šikanují Coxe, který pochází z jednoho z vrhů. Při jedné z těchto rvaček se pokusí odletět zpět ke své rodině, ale když ho pronásledují, přistane v trhlině a přijde o křídlo. Protože nemůže létat ani najít svou rodinu, ukryje se v plechovce, která je součástí opuštěného pikniku. Druhý den ráno se Cox probudí, když se na piknik vtrhnou brouci a odnesou si kořist. Piknik najde slídící hlídka černých mravenců a začne odnášet plechovku, zatímco je Cox stále uvnitř ní. Dovolí mu, aby se k nim přidal poté, co je zachrání před ještěrkou na cestě do jejich mraveniště. Během cesty se Cox spřátelí s Mandiblem, vůdcem černých mravenců.
Mravenci se setkají s hlídkou červených mravenců a jejich vůdcem, diktátorem Butorem, kteří se jim snaží zabránit v cestě za potravou. Černí mravenci se jim nabídnou kostku cukru jako mírovou oběť, ale červení mravenci je pronásledují, aby jim sebrali veškeré zásoby. Černí mravenci utečou tak, že sjedou na plechovce z náspu do řeky. Červení mravenci je pronásledují v plechovce od limonády. V peřejích Cox spadne do vody a mravenci ho zachrání před štikou jménem Boboche. Když přejedou vodopád a plechovka se vyplaví na břeh, plechovka s limonádou i Boboche klesnou na dno řeky. Zatímco červení mravenci uniknou, Boboche uvízne v písku a udusí se. Černí mravenci seberou kostky cukru a začnou je tahat zpět do svého mraveniště. Když červení mravenci plechovku naleznou a zjistí, že je prázdná, Butor a jeho hlídka pokračuje v pronásledování. Butorovi vojáci však utečou, aby je nepřejelo auto. Butor se tedy sám vydá za černými mravenci k jejich mraveništi a vrátí se zpět do své kolonie, aby podal zprávu královně a získal posily. Mezitím se jeho hlídka vrací domů, aby se připojila ke svým vojskům.
Při cestě na území černých mravenců se Cox setká s jinou rodinou berušek a chce se k nim připojit. Zamiluje se do jedné ze samiček, ale protože neumí létat, rozhodne se zůstat s mravenci jako se svou novou rodinou. Nakonec dorazí na jejich území, kde ho Mandibula pozve do kolonie a předají kostky cukru své královně. O půlnoci se Coxovi zdá o létání s oběma rodinami a se svou přítelkyní, ale přestože se mu vrátí část sil, stále není schopen létat. Druhý den ráno započne Butor se svou hlídkou, královnou a kolonií červených mravenců obléhat mraveniště. Cox si vzpomene, že na pikniku byla krabička od sirek, a protože je nyní schopen létat, odletí do lesa, aby ji získal zpět.
Na piknikovém místě najde Cox krabičku od sirek. Než s ní však stihne odletět, černý pavouk ji sebere a odnese si ji do svého domova pro panenky. Cox se vydá do pavoukova sídla. Zde se je pokusí sežrat žabák Jean-Paul. Dvojice se brání a Jean-Paul je zdánlivě zabit poté, co se na něj dům zřítí. Po sblížení s pavoukem ho Cox přesvědčí, aby mu dal sirky, a vydá se zpět do mraveniště. Cestou zachrání svou milenku, která dosáhla zralosti a opustila rodinu, před Toofettovou bandou. Banda je pronásleduje, ale srazí ji auto.
Vrací se do obležené pevnosti a pomocí sirek se černí mravenci brání červeným mravencům. Při tom založí v lese požár, který kolonii červených mravenců vyžene a Butor přísahá pomstu. Přilétá hlídka hasičského a záchranného letadla a požár uhasí, čímž zachrání Coxe i kolonii černých mravenců, ale mraveniště je srovnáno se zemí. V důsledku toho započnou mravenci stavbu nového mraveniště, zatímco Cox se vrací na louku, aby se svou partnerkou založil novou rodinu. O několik let později se vrátí do nově obnoveného mraveniště a se svým starým přítelem pozorují západ slunce. Ve scéně v polovině titulků se mravenci, který skladoval předměty použité k porážce červených mravenců, podaří dokončit skládačku s čísly.

## Domácí média
Ve Francii byl film vydán na DVD i Blu-ray dne 26. srpna 2014, v Česku pak 10. září 2014. Později byl 5. listopadu 2019 vydán v kolekci Blu-ray společně s pokračováním Mrňouskové 2: Daleko od domova.

## Ocenění
- Nominace: 2013 Tallinn Black Nights Film Festival (nejlepší dětský film)
- Nominace: 27. ročník Evropských filmových cen (nejlepší celovečerní animovaný film)
- Nominace: Mezinárodní filmový festival v San Sebastiánu (nejlepší celovečerní animovaný film)
- Oficiální předvýběr: Oscar a BAFTA
- Vítězství: Mill Valley Film Festival (San Francisco) (Zlatá cena Dětského filmového festivalu)
- Vítězství: Mezinárodní festival dětských filmů v Chicagu (čestná cena)
- Vítězství: China International Cartoon and Animation Festival (Stříbrný pohár za animovaný film)
- Vítězství: 5. ročník Magritte Awards (Magritte Award za nejlepší zahraniční film v koprodukci)
- Vítězství: 40. ročník cen César (cena César za nejlepší celovečerní animovaný film)